# Diego Ronchini
Diego Ronchini (Imola, 9 de desembre de 1935 – Imola, 18 d'abril de 2003) va ser un ciclista italià que fou professional entre 1956 i 1966. Després d'una brillant carrera com a amateur, durant la qual guanya el Piccolo Giro de Llombardia de 1955, passà al professionalisme el 1956. Els seus principals èxits foren el triomf a la Volta a Llombardia, el 1957, i el Campionat d'Itàlia de ciclisme en ruta, el 1959. Un cop es retirà, es mantingué lligat al món del ciclisme com a director esportiu, primer a l'equip Gris 2000 (1969) i després al Cosatto-Marsicano (1970-1971).

## Palmarès
- 1955
  - 1r al Piccolo Giro de Llombardia
- 1957
  - 1r a la Volta a Llombardia
  - 1r al Gran Premi de la Indústria de Quarrata
  - 1r de la Copa Mastromarco
- 1958
  - 1r al Giro d'Emília
  - 1r al Giro de Sicília
- 1959
  -  Campió d'Itàlia en ruta (Giro del Laci)
  - 1r al Gran Premi de Faenza
  - 1r al Circuit de Maggiora
- 1960
  - 1r al Giro del Vèneto
  - 1r al Trofeu Baracchi (amb Romeo Venturelli)
- 1961
  - 1r al Giro d'Emília
  - Vencedor d'una etapa del Gran Premio Ciclomotoristico
- 1962
  - 1r al Giro de Romagna
- 1964
  - 1r al Giro de la Província de Reggio Calàbria

### Resultats al Giro d'Itàlia
- 1957. Abandona (1a etapa)
- 1958. Abandona (12a etapa)
- 1959. 3r de la classificació general
- 1960. 8è de la classificació general
- 1962. Abandona (14a etapa)
- 1963. 5è de la classificació general
- 1964. Abandona (15a etapa)
- 1966. Abandona (6a etapa)

### Resultats al Tour de França
- 1962. Abandona (17a etapa)
- 1965. 86è de la classificació general